# Trần Hoàn công
Trần Hoàn công (chữ Hán: 陳桓公; trị vì: 744 TCN - 707 TCN), tên thật là Quy Bảo (媯鮑), là vị vua thứ 12 của nước Trần – chư hầu nhà Chu trong lịch sử Trung Quốc.
Trần Hoàn công là con của Trần Văn công – vua thứ 11 nước Trần. Năm 745 TCN, Hoàn công mất, Quy Bảo lên nối ngôi, tức là Trần Hoàn công.
Năm 719 TCN, Tống Thương công ghét Trịnh Trang công dung nạp công tử Phùng (đối thủ tranh ngôi), nên kêu gọi các nước Vệ, Sái, Trần cất quân đánh Trịnh. Trần Hoàn công hưởng ứng mang quân cùng nước Tống sang Trịnh, vây đất Đông Môn một thời gian rồi rút về nước.
Vua Vệ là Chu Hu vừa giết Vệ Hoàn công cướp ngôi. Đại phu Thạch Thác già cả, thỉnh cầu Trần Hoàn công ra tay giết Chu Hu cùng con Thạch Thác là Thạch Hậu – người giúp sức cho Chu Hu. Nhân Chu Hu và Thạch Hậu sang nước Trần, Trần Hoàn công bèn bắt giữ cả hai, rồi báo cho nước Vệ biết. Nước Vệ cử Hữu tể Xú sang nước Trần giết Chu Hu ở đất Bộc và lập vua mới là Vệ Tuyên công.
Năm 717 TCN, Trịnh Trang công mang quân đánh nước Trần báo thù việc giúp Tống và Vệ đánh mình. Cuối cùng hai nước giảng hòa, nước Trần xin kết thông gia. Trịnh Trang công bằng lòng, lấy con gái Trần Hoàn công cho thế tử Hốt.
Năm 711 TCN, Hoa Đốc nước Tống giết Tống Thương công. Trịnh Trang công bèn họp các nước Lỗ, Tề, Trần cùng bàn về loạn nước Tống. Hoa Đốc bèn mang của đút lót cho cả bốn nước và xin đón công tử Phùng về nước làm vua. Trần Hoàn công và các chư hầu bằng lòng, Trịnh Trang công cho Tử Phùng về nước lên ngôi, tức là Tống Trang công.
Tháng giêng năm 707 TCN, Trần Hoàn công qua đời. Ông ở ngôi được 38 năm. Em ông là công tử Đà lên ngôi.